# Escudo del Estado Sud-Peruano
El Escudo del Estado Sud-Peruano, estaba conformado por el Sol en su porción inferior, coronado por cinco estrellas que representaban a cada uno de los departamentos conformantes, acompañado en cada lado de una bandera y un estandarte de los colores nacionales del Sud Perú.

## Historia
La Asamblea de Sicuani, que se estableció el 16 de marzo de 1836, habiéndose convocado a la misma a diputados de los departamentos de Arequipa, Ayacucho, Cuzco y Puno, quienes, con fecha 17 de marzo de 1836, declararon solemnemente la independencia del Estado Sud-Peruano. En esa misma asamblea se procedió a la creación de los símbolos patrios.
El Escudo del Estado Sud-Peruano estaba conformado por el Sol en su porción inferior, coronado inicialmente cuatro estrellas que representaban a cada uno de los departamentos del sur del Perú; Arequipa, Ayacucho, Cuzco y Puno. Posteriormente con la creación del departamento de Litoral, se le agregó una quita estrella.

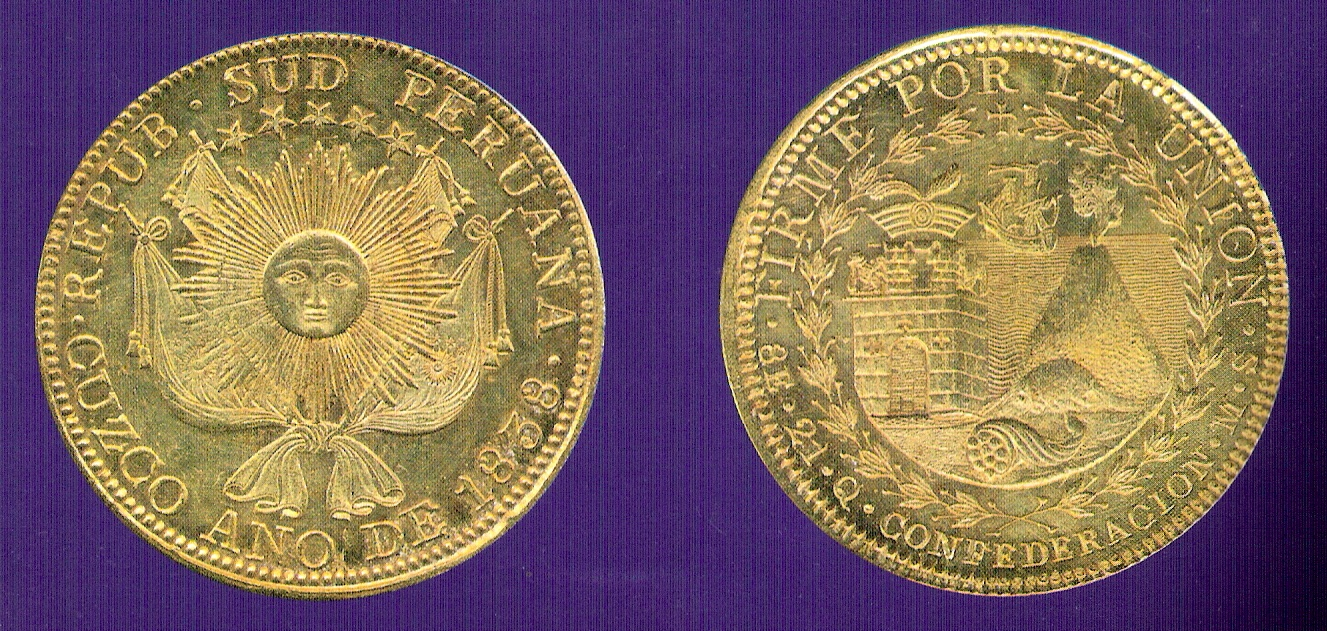
Moneda de 8 escudos, con el Escudo Nacional al anverso, símbolos del Estado al reverso

## Variantes

Escudo Nacional
Escudo de Armas

### Escudo Nacional
Esta variante, figura en el anverso de las monedas del Estado Sud Peruano.

### Escudo de Armas
Es el escudo que conforma la bandera del Sud Perú ubicándose en la franja roja. Esta forma fue adoptada como acompañante de los escudos de armas en el emblema de la Confederación Perú Boliviana. 

### Escudo conformado por símbolos nacionales
Otro de los símbolos nacionales, formó parte de las monedas de curso legal, fue una alegoría en que en un escudo circular se representaban cada uno de los 5 departamentos de la manera siguiente:
- Arequipa (extremo derecho), un volcán (Misti) con una estela humeante saliendo desde su cráter.
- Ayacucho (extremo inferior del escudo), por un cuerno de oro, del cual manaban las riquezas minerales de los Andes.
- Cuzco (extremo izquierdo), por una torre de piedra que representaba tanto la tradición arquitectónica incaica como española y barroca mestiza de la ciudad imperial, y que culminaba en la corona imperial de los Incas.
- Litoral (extremo superior), representado por un barco bergantín sobre las aguas del mar.
- Puno, representado en medio del escudo por las aguas y el oleaje del Lago Titicaca.

Este escudo era coronado por ramas de olivo y laurel, y estaba rematado en sus flancos por el emblema nacional. Su Lema fue "Firme por la Unión".